# Hůra (Českotřebovská vrchovina)
Hůra je vrchol v České republice ležící v Českotřebovské vrchovině.

## Poloha
Vrch Hůra se nachází západně od obce Dlouhá Třebová, asi 4 kilometry severně od centra České Třebové a asi 4,5 jižně od centra Ústí nad Orlicí. Tvoří krátký výběžek východním směrem z masívu Kozlovského hřbetu, se kterým je spojen nehlubokým sedlem. Ostatní svahy jsou prudší, vrch ale není pro své okolí příliš výškově výrazný.

## Vodstvo
Obcí Dlouhá Třebová ležící pod vrchem protéká říčka Třebovka, v jejímž povodí se nacházejí i veškeré svahy vrchu.

## Vegetace
Vrcholové partie Hůry jsou zalesněny, níže na svazích se nacházejí hospodářské louky.

## Komunikace a turistické trasy
Na vrchol Hůry žádná komunikace nevede. K východnímu úbočí se přimyká jižní zhlaví železniční stanice Dlouhá Třebová, na které navazuje 414 metrů dlouhá železniční estakáda přemosťující široké údolí jednoho z levých přítoků Třebovky. Vybudováním estakády došlo v roce 2003 k napřímení železniční trati Kolín - Česká Třebová. Původní těleso trati více kopírovalo svah Hůry a je dodnes dobře patrné. Severně od vrchu prochází loukou žlutá turistická značka z Dlouhé Třebové na hřeben Kozlovského hřbetu.